# Fleischbrücke

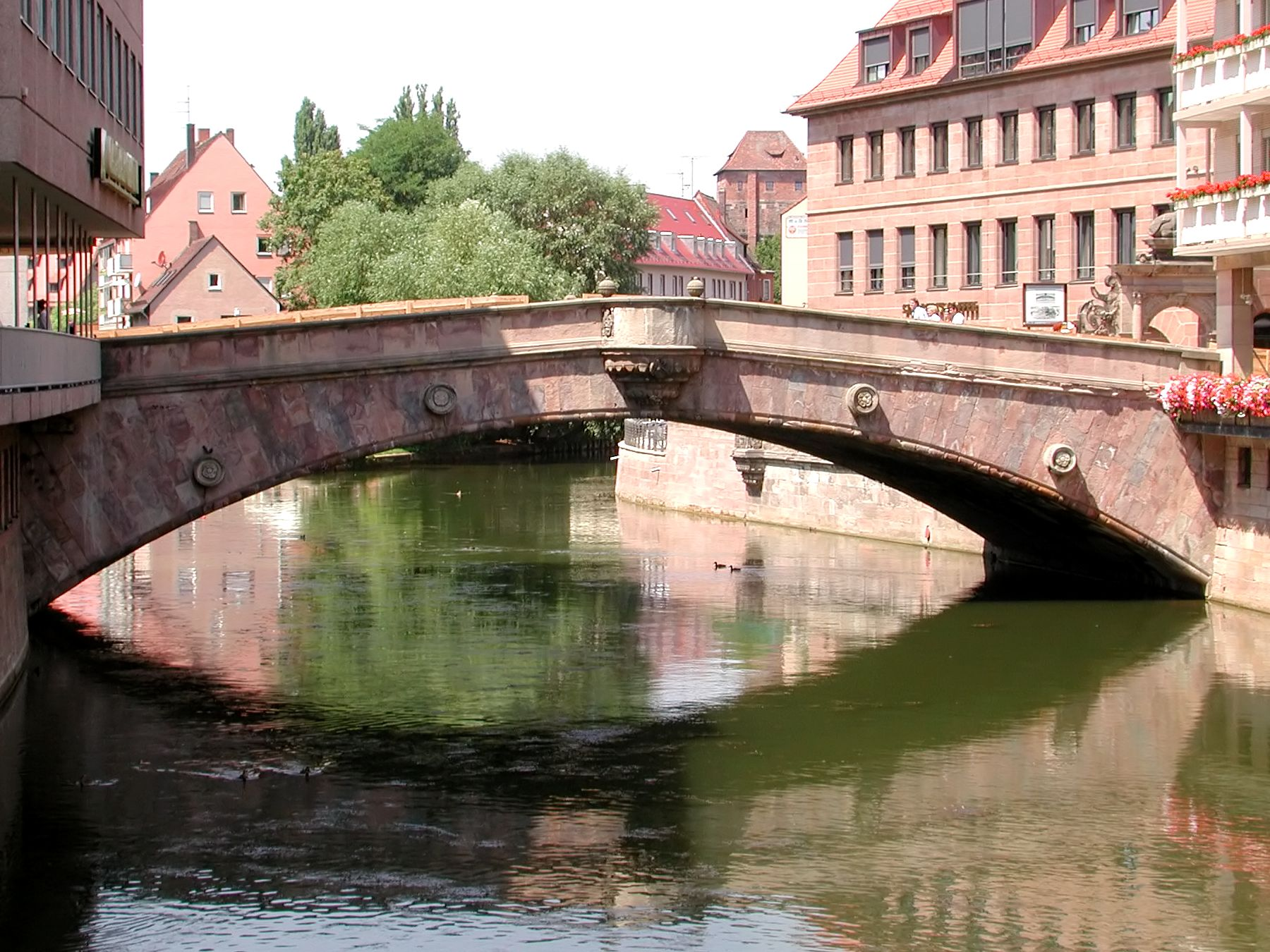
Fleischbrücke.

Fleischbrücke é uma ponte em pedra da época da Renascença que cruza o Rio Pegnitz, localizada na cidade alemã de Nuremberg.
Com 27 metros de comprimento a ponte foi inaugurada em 1598.

## Ligações externas

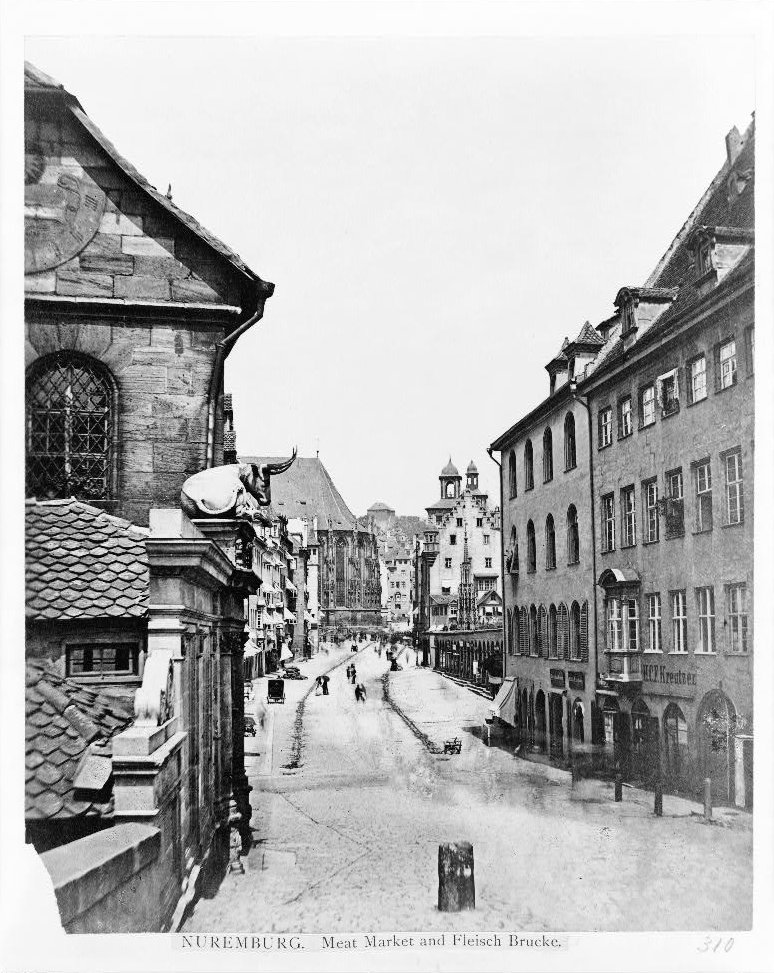
(1850 - 1880)
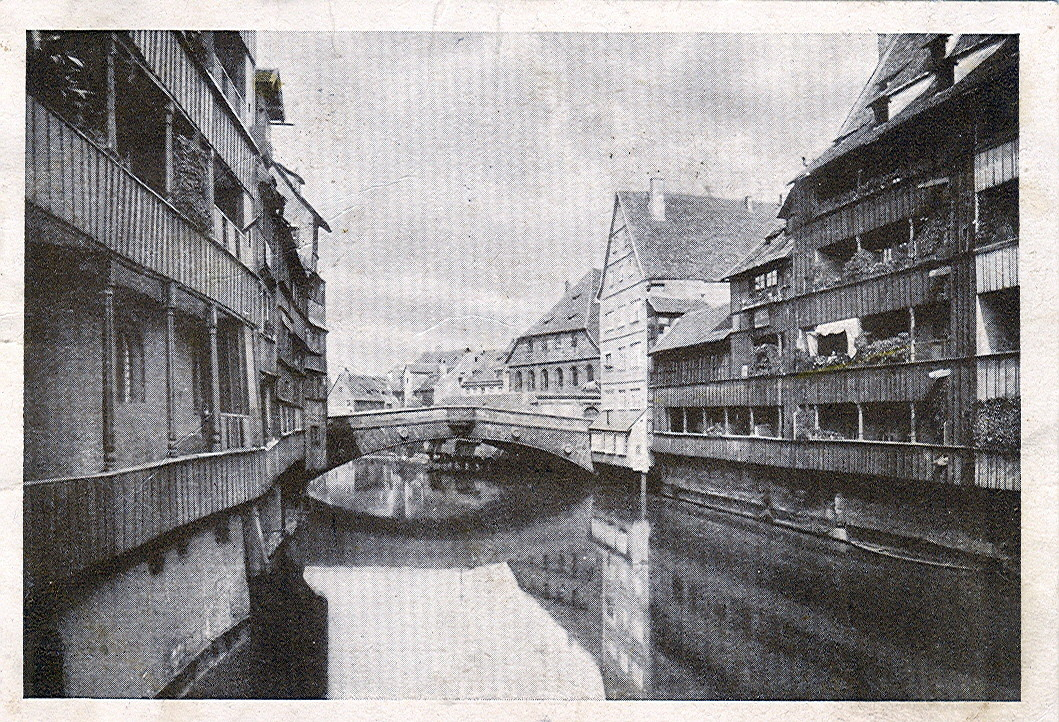
Cartão Postal (1918)
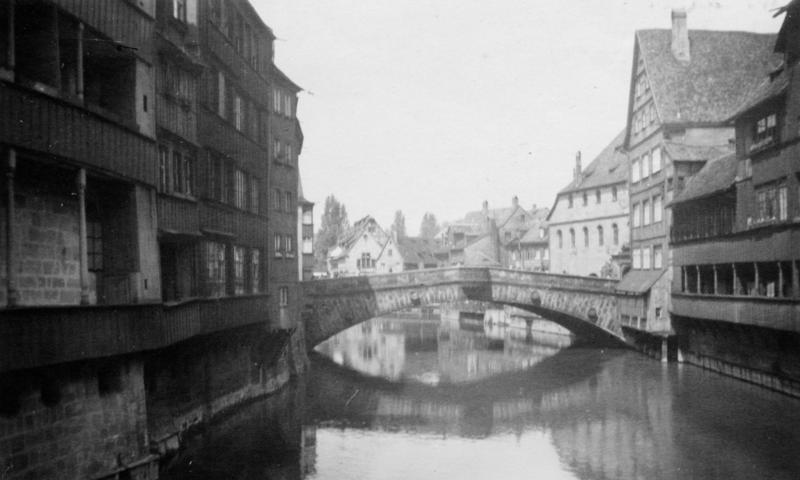
Fotografia (1942)